# سیارک ۹۸۶۱
سیارک ۹۸۶۱ (به انگلیسی: 9861 Jahreiss، نامگذاری:1991RB3) نه هزار و هشتصد و شصت و یکمین سیارک کشف شده‌است که در ۹ سپتامبر ۱۹۹۱ کشف شد.
قدر مطلق سیارک برابر ۱۴٫۹۰ است.